# Stephen Bunting
 (juin 2025).
Si vous disposez d'ouvrages ou d'articles de référence ou si vous connaissez des sites web de qualité traitant du thème abordé ici, merci de compléter l'article en donnant les références utiles à sa vérifiabilité et en les liant à la section « Notes et références ».
Stephen Bunting (né le 9 avril 1985, à Liverpool) est un joueur de fléchettes professionnel anglais qui participe aux tournois de la Professional Darts Corporation (PDC), où il est actuellement classé quatrième mondial. Surnommé « The Bullet », Bunting participe à des tournois de la British Darts Organisation (BDO). Ancien champion du monde BDO, il remporte le Championnat du monde 2014. Il remporte également trois autres titres majeurs BDO : les World Masters en 2012 et 2013, et le Zuiderduin Masters 2012.

## Biographie

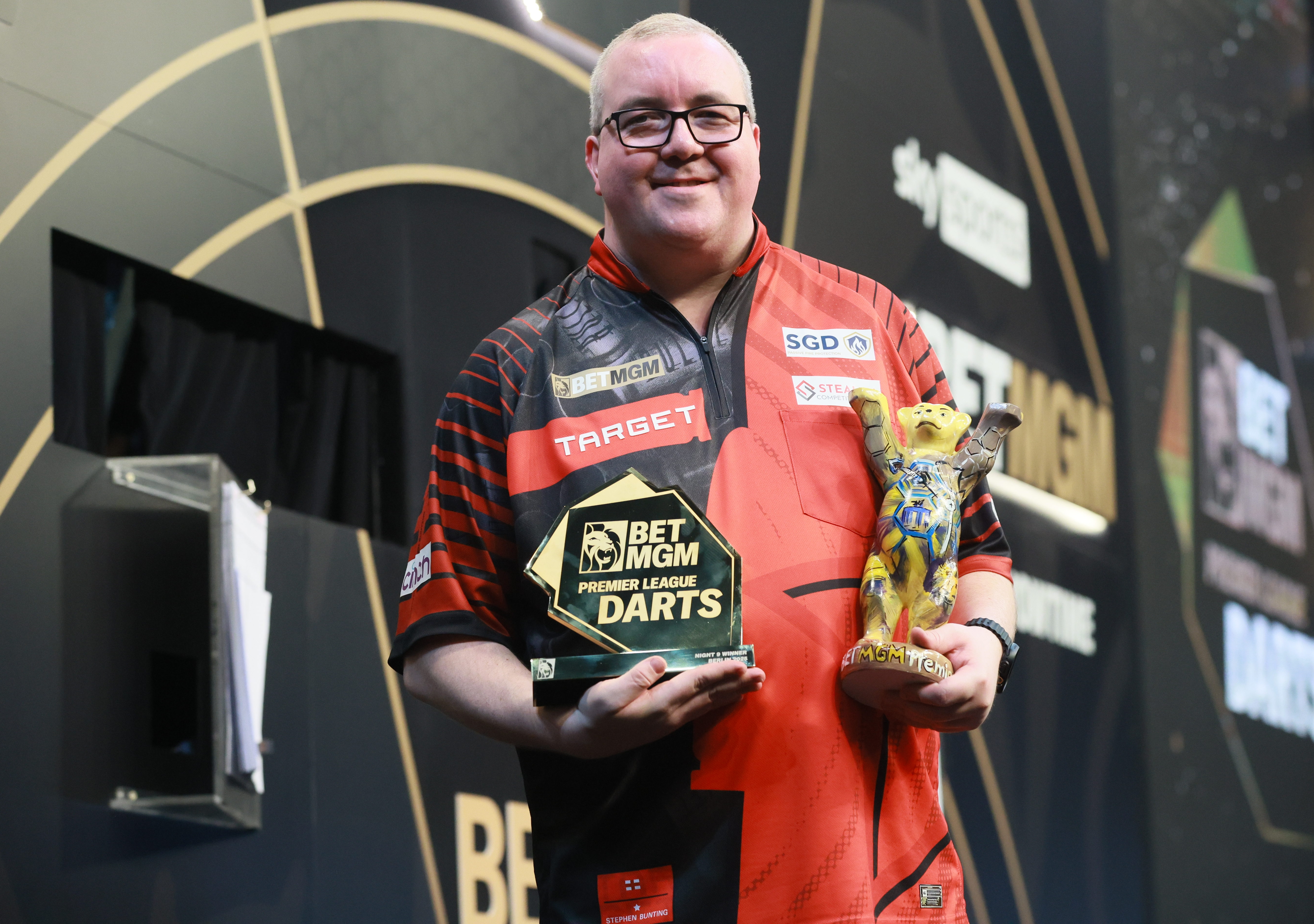
Stephen Bunting après sa victoire lors de la 9e soirée de la Premier League à Berlin.

Lors du Championnat du monde, Bunting bat Kai Gotthardt et Madars Razma avant de blanchir Luke Woodhouse 4-0 pour atteindre les quarts de finale. Il bat ensuite Peter Wright 5-2 pour atteindre sa première demi-finale depuis 2021. Il est éliminé après une défaite 6-1 contre le futur champion Luke Littler. Après la fin du tournoi, Bunting est annoncé comme faisant partie de la composition de la Premier League 2025, première fois depuis 2015 qui refait partie de la Premier League. 
Il remporte son premier titre des World Series au Bahrain Darts Masters 2025 , en battant Gerwyn Price 8-4 en finale. Une semaine plus tard, il était finaliste au Dutch Darts Masters après avoir perdu la finale 8-5 contre Rob Cross.
Bunting perd ses huit premiers matchs de Premier League, mais retrouve le dessus dès la neuvième soirée. Le 3 avril à Berlin, il remporte ses deux premières victoires avant de vaincre Gerwyn Price 6-5 en finale, signant ainsi sa première victoire en soirée. Il a enchaîné avec son premier titre du PDC European Tour, en battant le numéro un mondial Luke Humphries 7-6 lors d'un match décisif en demi-finale, avant de vaincre Nathan Aspinall 8-4 en finale. Il atteint une deuxième finale nocturne de Premier League le onzième soir, mais subit une défaite 6-2 face à Chris Dobey. 
À la fin de la phase de championnat, il termine dernier du classement avec 12 points.